# Energía renovable 100%

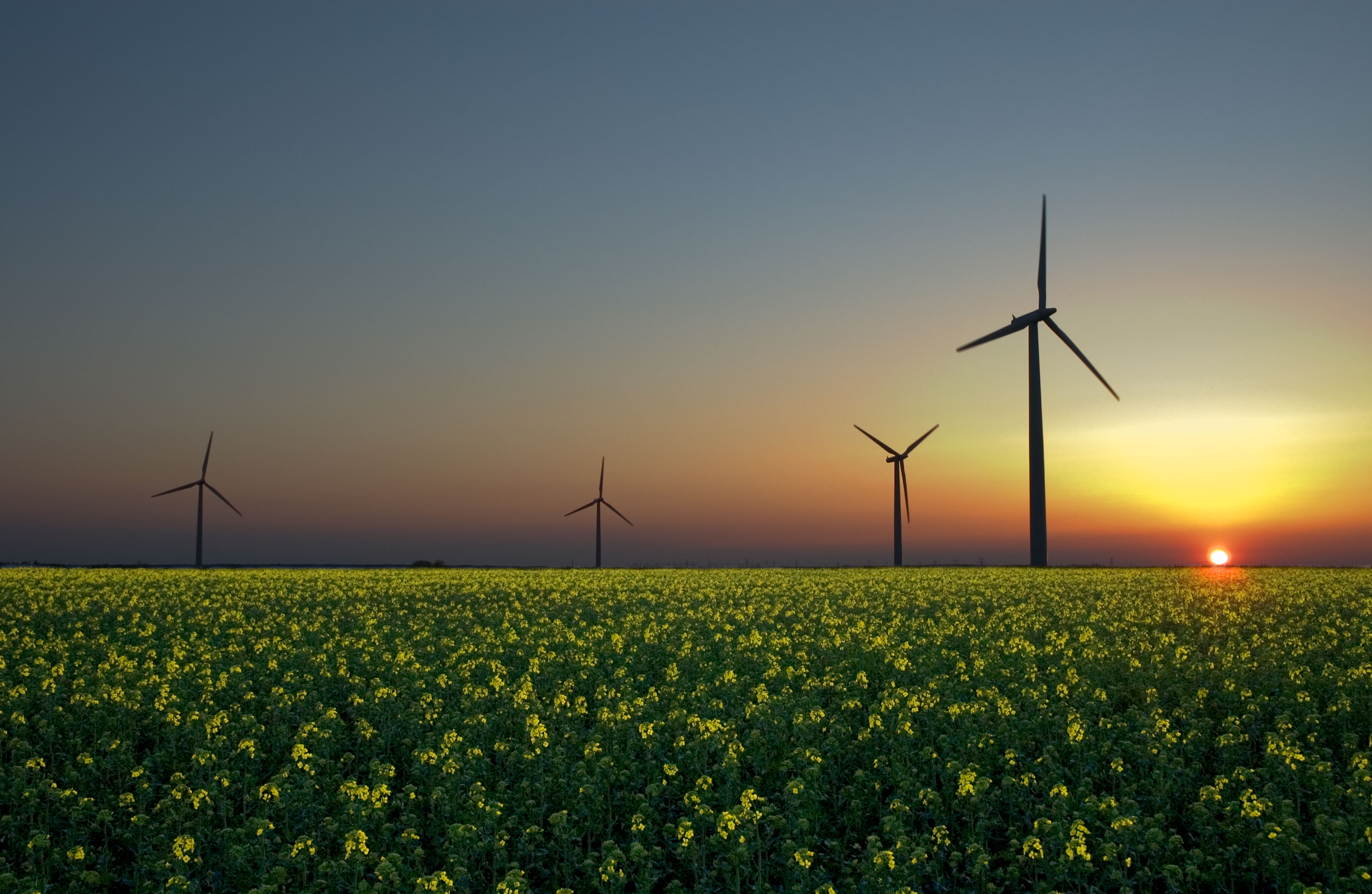
El viento, el sol, y la biomasa, son las tres fuentes principales de energías renovables.

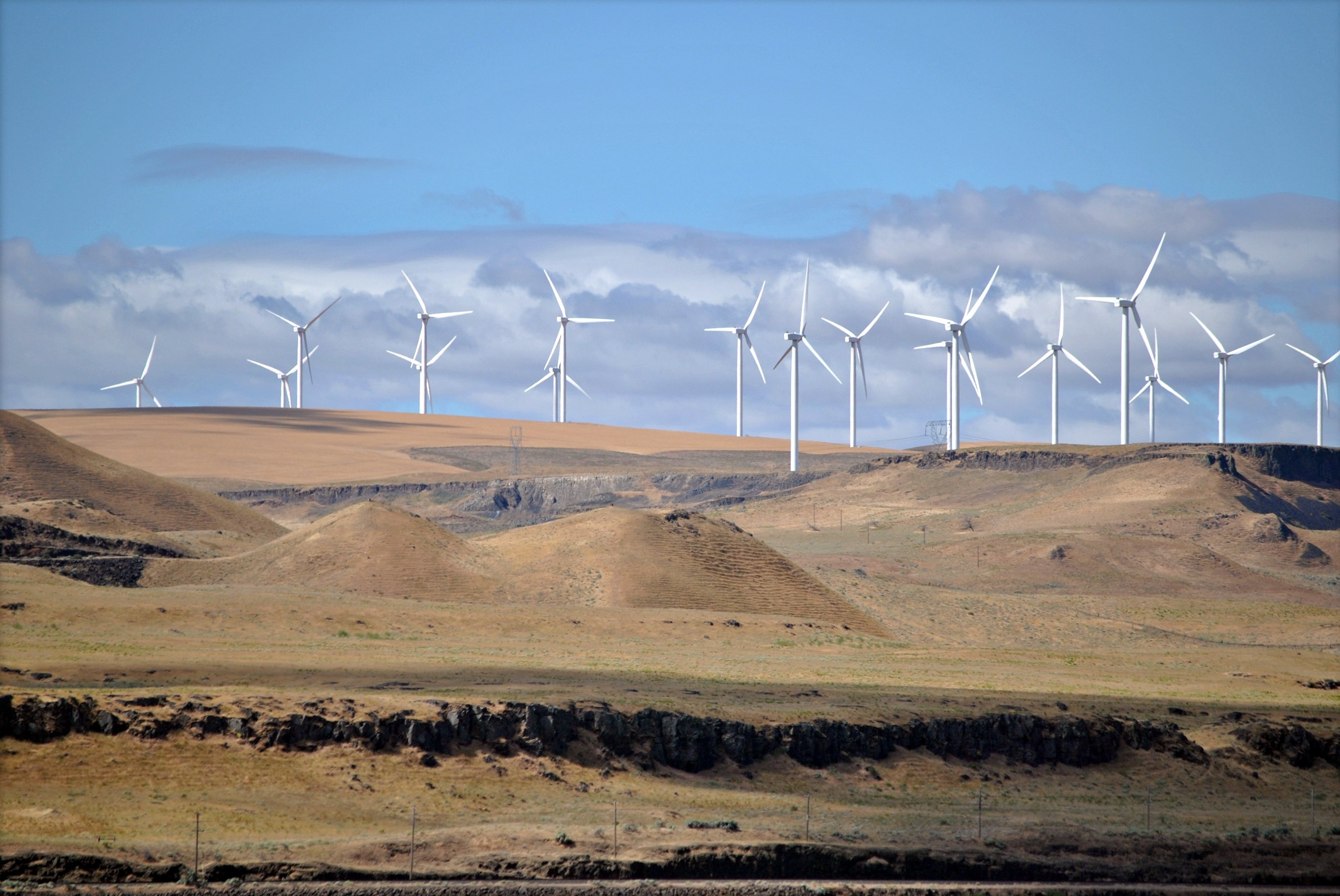
La Shepherds Flat Wind Farm es una granja eólica de 845 MW en Oregón, Estados Unidos.

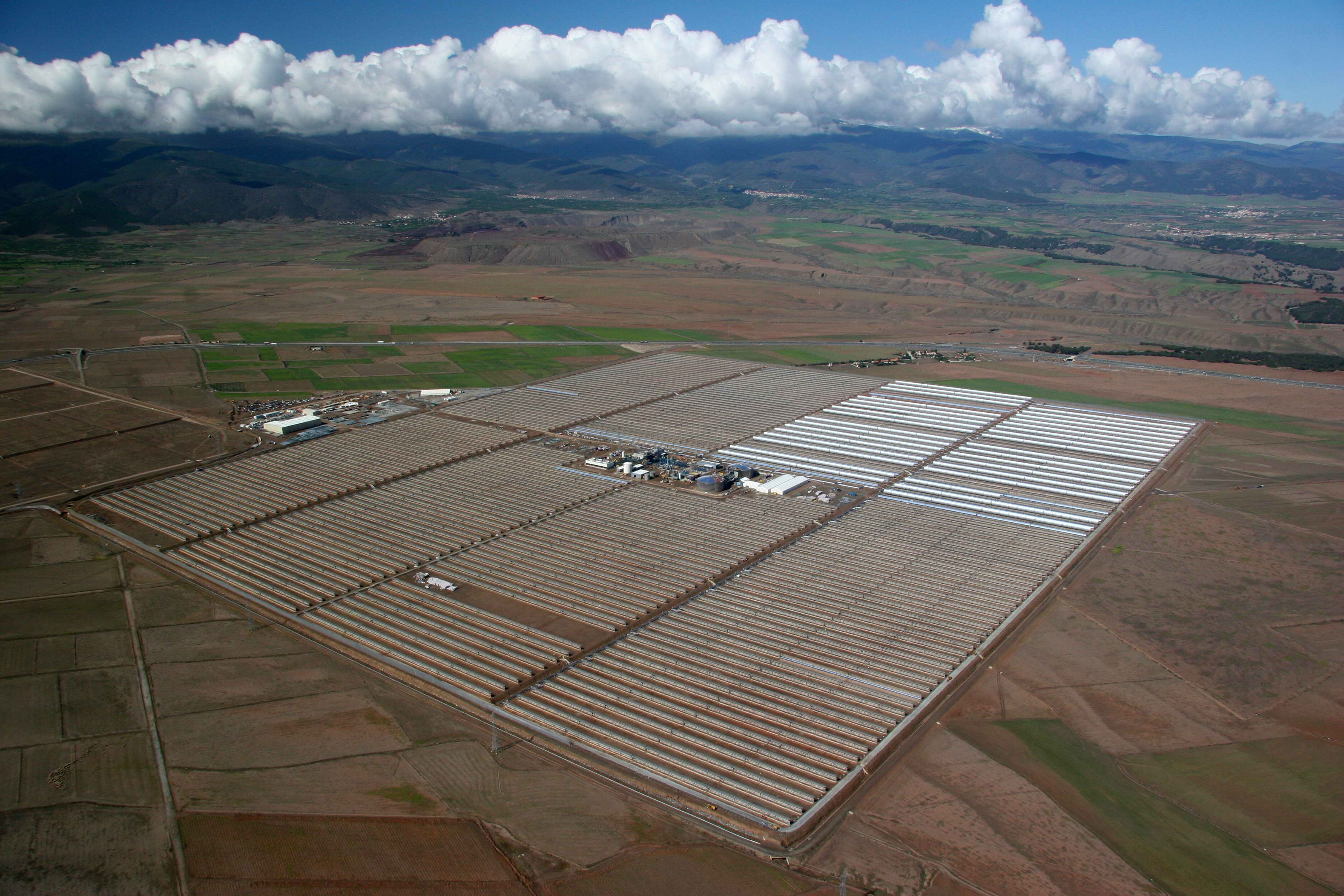
La Andasol Solar Power Station de 150 MW es una planta eléctrica comercial de concentración solar térmica, localizada en España. La planta de Andasol utiliza tanques de sales fundidas para almacenar la energía, de forma que puede seguir generando electricidad incluso cuando no brilla el sol.

Energía renovable 100 % es la producción o uso únicamente de energía renovable, sin hibridación con otras fuentes de energía convencionales. Algunos países y territorios ya producen o usan energía renovable 100 %. Tokelau, un archipiélago ubicado en el océano Pacífico, se convirtió en 2013 en el primer país del mundo en obtener toda la electricidad que necesita del Sol.
El incentivo para utilizar energía renovable 100 % para la electricidad, el transporte, o incluso la oferta total de energía primaria a nivel mundial, está motivado por el cambio climático, la contaminación y otros motivos ecológicos, así como por las preocupaciones económicas y de independencia y seguridad energética. El Grupo Intergubernamental de Expertos sobre el Cambio Climático dijo en 2013 que había pocos límites tecnológicos fundamentales a la integración de una cartera de tecnologías de energías renovables para satisfacer la mayor parte de la demanda mundial de energía total. El uso de energía renovable ha crecido mucho más rápidamente de lo que incluso sus defensores anticiparon. En 2013, las energías renovables como la eólica, geotérmica, solar y biomasa, constituyeron el 5,4% de toda la generación de electricidad de la red en todo el mundo. A nivel nacional, al menos 30 países de todo el mundo ya tienen energía renovable que contribuye en más del 20 % a su provisión de energía. Además, los profesores S. Pacala y Robert H. Socolow han desarrollado una serie de «cuñas de estabilización climática» que nos permitan mantener nuestra calidad de vida y evitar un cambio climático catastrófico y las «fuentes de energía renovables», en su conjunto, constituyen el mayor número de sus «cuñas».
Mark Z. Jacobson, profesor de ingeniería civil y ambiental en la Universidad de Stanford y director de su Programa de Ambiente y Energía, afirma que producir toda la nueva energía con energía eólica, energía solar y la energía hidroeléctrica para el año 2030 es factible y que los acuerdos de suministro de energía existentes podría ser sustituido para 2050. Las barreras para la implementación del plan de energías renovables son vistas como "principalmente sociales y políticas, no tecnológicas o económicas". Jacobson dice que los costos de energía hoy en día con sistemas de viento, solar y agua, deben ser similares a los costes de energía de hoy en día de otras estrategias de otras manera coste-efectivas óptimas,  trabajo que no ha estado exento de polémica.El obstáculo principal de esta situación es la falta de voluntad política.
Del mismo modo, en los Estados Unidos, el independiente Consejo Nacional de Investigación ha señalado que «existen suficientes recursos renovables nacionales para permitir que la electricidad renovable desempeñe un papel importante en la futura generación de electricidad y, por lo tanto ayudar, a hacer frente alas cuestiones relacionadas con el cambio climático, la independencia seguridad energética y la escalada de los costos de energía. La energía renovable es una opción atractiva porque los recursos renovables disponibles en los Estados Unidos, tomados en su conjunto, pueden suministrar significativamente mayores cantidades de electricidad que la demanda interna actual o proyectada total.
Las barreras más significativas a la aplicación generalizada de estrategias de la energía renovable a gran escala son principalmente políticas y no tecnológicas. De acuerdo con el Informe de 2013 Post Carbon Pathways que revisó muchos estudios internacionales, los obstáculos principales son: la negación del cambio climático, la presión de las empresas de combustibles fósiles, la inacción política, el consumo de energía no sostenible y la infraestructura energética obsoleta.